# Эдвардс, Энтони (баскетболист)
Э́нтони Э́двардс (англ. Anthony Edwards; род. 5 августа 2001, Атланта) — американский профессиональный баскетболист, выступающий в Национальной баскетбольной ассоциации за команду «Миннесота Тимбервулвз». Играет на позиции атакующего защитника. На студенческом уровне выступал за команду университета Джорджии «Джорджия Бульдогс». На драфте НБА 2020 года он был выбран под первым номером командой «Миннесота Тимбервулвз».

## Биография

### Ранние годы
Эдвардс вырос в Атланте, штат Джорджия. Когда ему было три года, отец дал ему прозвище «Человек-муравей» (Ant-Man). Большую часть своего детства Эдвардс играл в американский футбол на позициях раннинбека, квотербека и корнербека. Он играл за юношескую команду «Атланта Викингз» и к 10 годам стал одним из лучших раннинбеков организации Поп Уорнер. Но после того как Эдвардс увидел, как его братья играют в баскетбол, он решил переключиться на него, потому что ему «это казалось веселее». Он часто играл в баскетбол со своими братьями в доме их бабушки. Поступив в девятый класс, он начал тренироваться под руководством Джастина Холланда, бывшего баскетболиста университета Либерти.

### Средняя школа
Эдвардс начал играть в баскетбол в средней школе Therrell в Атланте. В начале января 2017 года он перешел в подготовительную школу Holy Spirit в Атланте из-за желания улучшить свою успеваемость.
В марте 2019 года Эдвардс принял участие в матче McDonald’s All-American, а в апреле того же года — в Jordan Brand Classic.

## Карьера в колледже
5 ноября 2019 года Эдвардс дебютировал за Джорджию, набрав 24 очка, 9 подборов и 4 перехвата в победе над командой Западно-Каролинского университета со счетом 91—72. Последний раз столько очков, будучи первокурсником-дебютантом, набирал член зала славы баскетбола Доминик Уилкинс в 1979 году. 26 ноября Эдвардс набрал лучшие в сезоне 37 очков, в том числе 33 во второй половине, сделал 6 подборов, 4 перехвата и 3 блока в поражении 93—85 от Мичиган Стэйт. Эдвардс стал первым новичком Джорджии с 1975 года, набравшим не менее 37 очков за игру. В заключительной игре турнира Эдвардс стал лучшим бомбардиром встречи с 24 очками и исполнил победный бросок против команды второго дивизиона NCAA Чеминейд.
1 февраля 2020 года Эдвардс набрал 29 очков и 15 подборов в победе над Техасским университетом A&M со счётом 63—48. В своей следующей игре он набрал 32 очка в поражении от Флориды 81—75. 26 февраля Эдвардс набрал 36 очков, 7 подборов, 4 передачи и 4 перехвата в поражении в овертайме от Южной Каролины со счётом 94—90. На первом курсе он набирал в среднем 19,1 очка, 5,2 подбора и 2,8 передачи за игру. Эдвардс стал лучшим бомбардиром своей команды, а также лучшим бомбардиром среди всех первокурсников страны. Он стал новичком года Юго-восточной конференции и попал во 2-ю сборную Юго-восточной конференции. Эдвардс также стал одним из пяти финалистов премии Джерри Уэста, которая присуждается лучшему студенту на позиции атакующего защитника.
20 марта 2020 года Эдвардс выставил свою кандидатуру на драфт НБА 2020 года. 29 июня 2020 года Эдвардс стал клиентом агентства Klutch Sports.

## Профессиональная карьера

### Миннесота Тимбервулвз (2020—настоящее время)

#### Сезон 2020/21: Награды новичков
Эдвардс был выбран под 1-м номером на драфте НБА 2020 года командой «Миннесота Тимбервулвз». 23 декабря 2020 года дебютировал в НБА, выйдя со скамейки запасных, и набрал 15 очков, 4 подбора и 4 передачи за 25 минут в победе над «Детройт Пистонс» со счётом 111—101. 7 января 2021 года Эдвардс набрал лучшие в карьере 26 очков, а также 4 подбора, 1 передачу и 2 перехвата за 31 минуту в поражении от «Портленд Трейл Блейзерс» со счётом 117—135. 29 января он впервые вышел в стартовом составе и набрал 15 очков, 4 подбора и 3 передачи за 29 минут в поражении от «Филадельфия Севенти Сиксерс» со счётом 94—118. 18 марта в матче против «Финикс Санз» набрал рекордные для себя 42 очка и стал третьим самым молодым игроком в истории НБА, которому покорились 40 очков в одной игре. Матч закончился победой «Волков» 123—119.

#### Сезон 2021/22: Первое выступление в плей-офф
10 ноября 2021 года Эдвардс набрал рекордные на тот момент в карьере 48 очков, реализовав семь трехочковых в матче против «Голден Стэйт Уорриорз» со счетом 123—110. 25 января 2022 года, одержав победу со счетом 109:107 над «Портленд Трэйл Блэйзерс», Эдвардс стал первым игроком в истории НБА, набравшим не менее 40 очков, девяти подборов, трех блок-шотов, трех перехватов и пяти трехочковых в одной игре; он присоединился к Кармело Энтони в качестве единственного игрока, набравшего 40 очков без результативной передачи в возрасте 20 лет и младше. 7 апреля 2022 года Эдвардс набрал рекордные в карьере 49 очков в матче со счетом 127:121 против «Сан-Антонио Сперс». В дебюте Эдвардса в плей-офф 16 апреля 2022 года он набрал 36 очков и отдал шесть результативных передач в матче над «Мемфис Гриззлис» в первом раунде плей-офф НБА 2022 года. «Миннесота» проиграла «Мемфису», несмотря на то, что Эдвардс набрал 30 очков, сделал 5 подборов, 5 передач, 2 перехвата и 2 блок-шота при счете 114—106 в 6-й игре.

#### Сезон 2022/23: Первая поездка на матч всех звёзд
21 января 2023 года Эдвардс набрал рекордные в сезоне 44 очка, включая рекордные в сезоне восемь трехочковых, а также шесть подборов, четыре передачи, три перехвата и три блок-шота в победе над «Хьюстон Рокетс» со счетом 113—104. 10 февраля 2023 года он был вызван на матч всех звёзд НБА впервые в своей карьере в качестве запасного. Эдвардс и Де’Аарон Фокс были объявлены в качестве замены травмированных звезд Стефена Карри и Зайона Уильямсона. 9 апреля в финальной игре сезона 2022/23 Эдвардс набрал 26 очков, 13 подборов, четыре передачи, четыре перехвата и четыре блок-шота, что помогло «Тимбервулвз» одержать победу со счетом 113:108 над «Нью-Орлеан Пеликанс», заняв восьмое место в плей-офф Западной конференции.
Во втором матче серии плей-офф первого раунда «Тимбервулвз» против «Денвер Наггетс» Эдвардс набрал 41 очко при поражении 122:113. Его 41 очко также установило рекорд франшизы «Тимбервулвз» по количеству набранных очков в играх плей-офф, превзойдя предыдущий рекорд Сэма Касселла в 40 очков. 21 апреля в игре 3 первого раунда плей-офф Эдвардс набрал 36 очков при поражении «Денвер Наггетс» со счетом 120:111. Он присоединился к Коби Брайанту, набравшему в плей-офф НБА второе место по количеству набранных 30 очков, прежде чем ему исполнилось 22 года. В игре 4 Эдвардс набрал 34 очка, сделал шесть подборов, пять передач, два перехвата, три блок-шота и реализовал трехочковый даггер, что привело «Тимбервулвз» к победе в овертайме со счетом 114—108. В игре 5 «Тимбервулвз» выбыли из плей-офф от возможного чемпиона НБА «Наггетс», несмотря на то, что Эдвардс набрал 29 очков, сделал 8 подборов, 7 результативных передач и 2 блок-шота. На последних секундах игры «Наггетс» вели со счетом 112—109, но Эдвардс пропустил 3-очковый, который мог сравнять счет в матче.
1 августа 2023 года Энтони Эдвардс заявил, что поменяет игровой номер с «1» на «5», под которым играл в школе и в университете.

#### Сезон 2023/24 Закрепление в статусе звезды
13 ноября 2023 года Эдвардс впервые в своей карьере был назван игроком недели Западной конференции НБА после того, как провел неделю без поражений в составе «Миннесоты» (4:0), набирая в среднем 31,3 очка, 6,3 подбора, 6,8 передачи и 2,0 перехвата. 27 января 2024 года Эдвардс записал на свой счет 32 очка, 6 подборов и рекордные в карьере 12 результативных передач в матче против «Сан-Антонио Сперс» со счетом 113:112. 1 февраля Эдвардс был вызван на свой второй матч всех звезд в качестве запасного игрока Западной конференции.

#### Сезон 2024/25
4 января 2025 года Эдвардс набрал максимальные за карьеру 53 очка и повторил свой карьерный рекорд, забросив 10 трехочковых в матче с «Детройт Пистонс» (119-105). 25 января Эдвардс превзошел Карла-Энтони Таунса по количеству трехочковых за карьеру в истории «Тимбервулвз» (976) в матче с «Денвер Наггетс» (133-104). 30 января Эдвардс был заявлен на третий матч всех звезд подряд в качестве резервиста Западной конференции. 5 февраля Эдвардс набрал 49 очков (20 в третьей четверти) и 9 подборов в победе над «Чикаго Буллз» со счетом 127-109. Он сравнялся с Кевином Гарнеттом по количеству 30-очковых игр и с Карлом-Энтони Таунсом по количеству 40-очковых игр в истории команды. На следующий день Эдвардс набрал 41 очко, сделал 7 подборов и 6 передач в победе над «Хьюстон Рокетс» со счетом 127:114. Это была 14-я игра Эдвардса с 40 очками в карьере, и он обошел Таунса (13), став самым результативным игроком в истории команды. Он стал всего лишь третьим игроком в истории «Миннесоты», набравшим 40 очков в двух матчах подряд, вместе с Эндрю Уиггинсом (2017) и Кевином Лавом (2014). Он также побил рекорд самого молодого игрока в истории НБА, набравшего 1000 трехочковых бросков за карьеру (23 года, 185 дней). 10 февраля Эдвардс набрал 44 очка в матче с «Кливленд Кавальерс» (128:107). Он стал первым игроком в истории «Тимбервулвз», набравшим как минимум три 40-очковых матча подряд. 2 марта 2025 года Эдвардс в матче против «Финикс Санз» в шестой раз в сезоне оформил 40 и более очков. Игрок набрал 44 очка, 7 передач и 5 подборов.
10 апреля Эдвардс набрал 44 очка, в том числе 18 во время рекордной для «Миннесоты» третьей четверти с 52 очками, когда «Тимбервулвз» обыграли «Мемфис Гриззлис» со счетом 141:125. По окончании сезона Эдвардс стал лидером по количеству забитых трехочковых бросков (320). Впервые в карьере Эдвардс достиг отметки в 300 реализованных трехочковых бросков. Это также седьмой показатель в истории НБА. Он также занял третье место в голосовании на звание лучшего игрока года в клатче в НБА.
27 апреля в четвертой игре первого раунда плей-офф Эдвардс набрал 43 очка, сделал девять подборов и шесть передач в победе над «Лос-Анджелес Лейкерс» со счетом 116:113. 6 мая в первой игре второго раунда Эдвардс набрал 23 очка и сделал максимальные в карьере 14 подборов в поражении от «Голден Стэйт Уорриорз» со счетом 88:99. 14 мая в пятой игре Эдвардс набрал 22 очка, 7 подборов и 12 передач, что стало рекордом в карьере, в победе над «Уорриорз» со счетом 121:110 и вывел «Тимбервулвз» во второй раз подряд в финал Западной конференции. 24 мая в третьей игре финала Западной конференции Эдвардс набрал 30 очков, 9 подборов и 6 передач всего за три четверти и привел «Тимбервулвз» к победе над «Оклахома-Сити Тандер» со счетом 143:101. Победа стала самой результативной игрой «Тимбервулвз» в плей-офф за всю историю клуба.

## Выступления в национальной сборной
Эдвардс был членом сборной США, которая участвовала в Кубке мира по баскетболу 2023 года. Он выходил в старте все восемь игр и был выбран в сборную Кубка мира. Он стал ведущим бомбардиром сборной США, набирая в среднем 18,9 очка за игру. Команда заняла четвертое место. Он был включен в олимпийскую сборную США 2024 года. Эдвардс помог США выиграть золотую медаль, в шести играх набирая в среднем 12,8 очка, 2,8 подбора, 1,2 передачи и 1,3 перехвата за игру, при этом забивая 58% бросков с игры.

## Личная жизнь
Мать Эдвардса Иветт и бабушка Ширли умерли от рака в течение восьми месяцев в 2015 году, когда он учился в восьмом классе. В их честь он носил майку с № 5 со средней школы, так как они обе умерли 5 числа. Воспитанием Эдвардса занимались его сестра Антуанетта и брат Антуан, которые были его опекунами. В средней школе Эдвардс часто работал инструктором в молодёжных лагерях. В университете Джорджии Эдвардс учился на специалиста по маркетингу.

## Статистика

### Статистика в НБА
| Сезон   | Команда   | Регулярный сезон | Регулярный сезон          | Регулярный сезон         | Регулярный сезон         | Регулярный сезон                      | Регулярный сезон                   | Регулярный сезон            | Регулярный сезон           | Регулярный сезон              | Регулярный сезон              | Регулярный сезон         | Серия плей-офф  | Серия плей-офф            | Серия плей-офф           | Серия плей-офф           | Серия плей-офф                        | Серия плей-офф                     | Серия плей-офф              | Серия плей-офф             | Серия плей-офф                | Серия плей-офф                | Серия плей-офф           |
| Сезон   | Команда   | Сыгранные матчи  | Матчи в стартовой пятёрке | Количество минут за игру | Процент попаданий с игры | Процент попадания трёхочковых бросков | Процент попадания штрафных бросков | Количество подборов за игру | Количество передач за игру | Количество перехватов за игру | Количество блок-шотов за игру | Количество очков за игру | Сыгранные матчи | Матчи в стартовой пятёрке | Количество минут за игру | Процент попаданий с игры | Процент попадания трёхочковых бросков | Процент попадания штрафных бросков | Количество подборов за игру | Количество передач за игру | Количество перехватов за игру | Количество блок-шотов за игру | Количество очков за игру |
| ------- | --------- | ---------------- | ------------------------- | ------------------------ | ------------------------ | ------------------------------------- | ---------------------------------- | --------------------------- | -------------------------- | ----------------------------- | ----------------------------- | ------------------------ | --------------- | ------------------------- | ------------------------ | ------------------------ | ------------------------------------- | ---------------------------------- | --------------------------- | -------------------------- | ----------------------------- | ----------------------------- | ------------------------ |
| 2020/21 | Миннесота | 72               | 55                        | 32,1                     | 41,7                     | 32,9                                  | 77,6                               | 4,7                         | 2,9                        | 1,1                           | 0,5                           | 19,3                     | Не участвовал   | Не участвовал             | Не участвовал            | Не участвовал            | Не участвовал                         | Не участвовал                      | Не участвовал               | Не участвовал              | Не участвовал                 | Не участвовал                 | Не участвовал            |
| 2021/22 | Миннесота | 72               | 72                        | 34,3                     | 44,1                     | 35,7                                  | 78,6                               | 4,8                         | 3,8                        | 1,5                           | 0,6                           | 21,3                     | 6               | 6                         | 37,3                     | 45,5                     | 40,4                                  | 82,4                               | 4,2                         | 3,0                        | 1,2                           | 1,2                           | 25,2                     |
| 2022/23 | Миннесота | 79               | 79                        | 36,0                     | 45,9                     | 36,9                                  | 75,6                               | 5,8                         | 4,4                        | 1,6                           | 0,7                           | 24,6                     | 5               | 5                         | 39,8                     | 48,2                     | 34,9                                  | 84,6                               | 5,0                         | 5,2                        | 1,8                           | 2,0                           | 31,6                     |
|         | Всего     | 223              | 206                       | 34,2                     | 44,1                     | 35,2                                  | 77,0                               | 5,1                         | 3,7                        | 1,4                           | 0,6                           | 21,8                     | 11              | 11                        | 38,7                     | 46,9                     | 38,0                                  | 83,6                               | 4,5                         | 4,0                        | 1,5                           | 1,5                           | 28,1                     |

### Статистика в колледже
| Сезон                                                                                   | Команда  | GP | GS | MPG  | FG%  | 3P%  | FT%  | RPG | APG | SPG | BPG | PPG  |  |
| --------------------------------------------------------------------------------------- | -------- | -- | -- | ---- | ---- | ---- | ---- | --- | --- | --- | --- | ---- |  |
| 2019/20                                                                                 | Джорджия | 32 | 32 | 33,0 | 40,2 | 29,4 | 77,2 | 5,2 | 2,8 | 1,3 | 0,6 | 19,1 |  |
|                                                                                         | Всего    | 32 | 32 | 33,0 | 40,2 | 29,4 | 77,2 | 5,2 | 2,8 | 1,3 | 0,6 | 19,1 |  |
| Наведите курсор мыши на аббревиатуры в заголовке таблицы, чтобы прочесть их расшифровку |          |    |    |      |      |      |      |     |     |     |     |      |  |